# Кавецкий, Евгений Леопольдович
Евгений Леопольдович Кавецкий (1864/1865―1939) ― русский советский врач-патологоанатом, психиатр и эпидемиолог. Доктор медицины, профессор. Ректор Самарского государственного университета в 1923—1927 гг.

## Биография
Родился 10 января 1865 года[по какому календарю?] в Полтаве. Происходил из польского рода Кавецких-Гоздава, представители которого жили в Польше и Литве.
После гимназии учился на медицинском факультете Новороссийского университета; в 1890 году окончил Харьковский университет. После окончания учёбы был в заграничной командировке в Германии — Институт патологии в Берлине и физиологическая лаборатория в Галле.
Затем работал в Полтаве — врачом в больнице и и лаборатории при больнице. Затем переехал в Самару, поскольку в то время увлёкся эпидемиологией, а на Украине практику найти не мог, а в приволжских степях часто возникали эпидемии. Тем не менее продолжал работать и терапевтом, и педиатром. С 1898 года возглавлял патологоанатомическую службу Самары при земской больнице и проводил многочисленные патогистологические и бактериологические исследования. Был членом партии кадетов.
С 1919 года, сразу после образования Самарского университета читал курс патологической анатомии, а с 1920 по 1936 год был руководителем кафедры патологической анатомии. Также был директором патологоанатомического института при больнице им. Пирогова (1922―1931), директором Средневолжского санитарно-бактериологического института (1929―1939). Был ректором СамГУ с июля 1924 г. до закрытия университета в 1927 году.
Автор более 50 научных работ. В числе его публикаций: «Легочная форма сибирской язвы у беременной» (Москва: т-во тип. А. И. Мамонтова, 1900), «Чума и меры борьбы с ней» (Самара: тип. Губ. земства, 1913).
Умер 3 декабря 1939 года.

### Семья
Супруга (с начала 1890-х) Елена Ивановна Корсун (?—29.01.1941) происходила из древнего украинского рода; её отец Иван Григорьевич был юристом; адвокатом был и её старший брат — Иван Иванович Корсун, а другой брат, Андрей Иванович был сотрудником Эрмитажа. Дети Кавецких ― Николай (1896—?) и Ростислав (1899—1978), оба ― известные советские медики. Семья жила в Самаре на втором этаже дома 75 на Дворянской улице.